# ジュール・ランカン

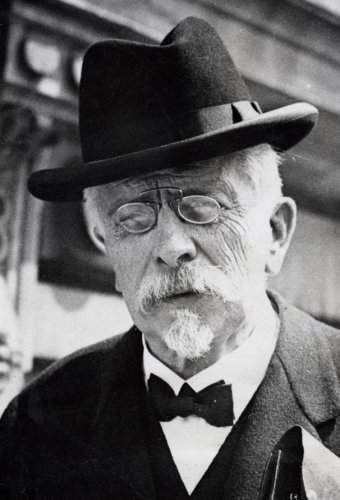
ジュール・ロラン・ジャン・ルイ・ランカン (1931年)

ジュール・ロラン・ジャン・ルイ・ランカン（Jules Laurent Jean Louis Renkin、1862年12月3日 - 1934年7月15日）は、ベルギーの政治家。1931年から1932年まで首相を務めた。
ブリュッセルのイクセル（Ixelles）で生まれたランカンは法学の博士号を取得し、弁護士となった。1896年にカトリック党の代議院議員になり、1934年に死ぬまで議員を続けることになる。ランカンは党内のキリスト教民主主義の自由主義派の議員とともに派閥を結成し、いくつもの重要な社会改革法案を採択させた。1907年から1908年まで司法大臣を務め、国王レオポルド2世の私有地であったコンゴ自由国を、ベルギーに帰属させるべく奔走した。反対派を説得し、1908年にはベルギー政府によるコンゴの支配を実現させた。ランカンは植民地大臣に就任し、10年にわたってベルギー領コンゴの支配を監督した。第一次世界大戦後の1918年には郵政大臣に就任し、1919年から1920年まで内務大臣を務めた。その後10年ほどブリュッセルで弁護士として働いたが、後に政界に復帰し、1931年に首相に就任した。ランカン内閣は世界恐慌による経済危機に効果的に対処できず、1年ほどで政権は崩壊した。首相在任期間中は、初め内務大臣、後に財務大臣を兼任した。

## 首相在任期間
- ランカン内閣：1931年6月6日 - 1932年10月22日 （カトリック党、自由党）

| 公職                      | 公職                                 | 公職                                 |
| ------------------------- | ------------------------------------ | ------------------------------------ |
| 先代 アンリ・ジャスパール | ベルギー王国首相 第35代：1931 - 1932 | 次代 シャルル・ド・ブロクヴィル (en) |